# Maxi Oruste
Maximiliano Oruste Salva (San Juan, 1º maggio 1994) è un hockeista su pista argentino, attaccante del Reus Deportiu.

## Palmarès

### Club

#### Titoli nazionali
- Coppa del Re: 1

Deportivo Liceo: 2021
- Supercoppa di Spagna: 1

Deportivo Liceo: 2021
- Campionato spagnolo: 1

Deportivo Liceo:2021-2022

#### Titoli internazionali
- Coppa CERS/WSE: 1

Lleida: 2018-2019